# Манисти Лејк (Мичиген)
Манисти Лејк (енгл. Manistee Lake) насељено је место без административног статуса у америчкој савезној држави Мичиген.

## Демографија
По попису из 2010. године број становника је 456.
| Група             | 2000.    | 2010.       |
| Белци             | 0 (0,0%) | 444 (97,4%) |
| Афроамериканци    | 0 (0,0%) | 2 (0,4%)    |
| Азијати           | 0 (0,0%) | 0 (0,0%)    |
| Хиспаноамериканци | 0 (0,0%) | 5 (1,1%)    |
| Укупно            | 0        | 456         |